# Том, Конрад
Конрад Том (настоящие имя и фамилия — Конрад Руновецкий) (пол. Konrad Tom; 9 апреля 1887, Варшава, Царство Польское, Российская империя — 24 апреля, 1957 , Лос-Анджелес, США) — польский актёр, сценарист, кинорежиссёр, композитор, певец и автор песен. Муж актрисы и певицы Зулы Погоржельской.

## Биография
Родился в еврейской семье. Окончил Варшавскую торговую школу.
В 1903 году дебютировал как поэт-песенник. Выступал в кабаре «Momus» (1909—1910), с 1911 года основал собственное кабаре «Bi-Ba-Boa» в Лодзи.
С 1914 по 1938 год работал как актёр и режиссёр в Варшавском театре комедии и в небольших театрах, таких как «Мираж», «Чёрный кот», «Голливуд» и других. Был художественным руководителем кабаре «Stańczyk».
С 1939 по 1941 год работал во Львовском театре миниатюр. В 1941 году начал выступать в художественном коллективе Польской армии генерала В. Андерса в СССР. В 1942 году вместе с армией отправился на Ближний Восток, в Иран, Сирию, Палестину, Египет, где выступал для фронтовых подразделений.
Демобилизовавшись в Италии, в 1946 году написал сценарий к фильму «Обратная дорога / Wielka droga». В 1947 году эмигрировал в США. В 1956 попал в автокатастрофу и получил серьёзные травмы. Через год умер от рака.

## Творчество
Написал сценарии к 27 фильмам, с 1916 года — режиссёр 12 кинолент, сыграл более, чем в 13 кинофильмах. Как композитор — автор музыки к 3 фильмам, ему принадлежит много песен, несколько либретто оперетт и водевилей. Выступал на радио.

## Избранная фильмография

### Роли в кино
- 1932 — Стометровка любви / Sto metrów miłości — Мешек Ощеп-Сардиненфис
- 1933 — Его превосходительство субъект / Jego ekscelencja subiekt — Теодор Порецкий, отец Ани
- 1933 — Ромео и Юлечка / Romeo i Julcia — профессор М. Платфус
- 1933 — Игрушка / Zabawka — директор кабаре
- 1934 — Чем мой муж занят ночью? / Co mój mąż robi w nocy? — детектив
- 1934 — Влюблён, любит, уважает / Kocha, lubi, szanuje — режиссёр
- 1935 — Антек-полицмейстер / Antek policmajster — офицер жандармерии
- 1935 — Азбука любви / ABC miłości — ловелас
- 1935 — Вацусь / Wacuś — директор школы
- 1937 — Госпожа Министр танцует / Pani minister tańczy— директор танцевального зала

### Сценарист
- 1925 — Соперники / Rywale
- 1934 — Разве Люцина девушка? / Czy Lucyna to dziewczyna?
- 1935 — Антек-полицмейстер / Antek policmajster
- 1935 — Его светлость шофёр / Jaśnie pan szofer
- 1935 — Любовные маневры / Manewry miłosne
- 1935 — Рапсодия Балтики / Rapsodia Bałtyku
- 1936 — Ада! Это же неудобно! / Ada! To nie wypada!
- 1936 — Юдель играет на скрипке / Judeł gra na skrzypcach
- 1937 — Дипломатическая жена / Dyplomatyczna żona
- 1937 — Князёк / Książątko
- 1937 — Улан князя Юзефа / Ułan Księcia Józefa
- 1938 — Матушка (Мамеле) / Mateczka
- 1939 — Бродяги / Włóczęgi
- 1945 — Обратная дорога / Wielka droga

### Режиссёр
- 1935 — Любовные манёвры / Manewry miłosne
- 1936 — Ада! Это же неудобно! / Ada! To nie wypada!
- 1936 — Маленький моряк / Mały marynarz
- 1937 — Князёк / Książątko
- 1937 — Улан князя Юзефа / Ułan Księcia Józefa
- 1937 — Парад Варшавы / Parada Warszawy
- 1938 — Матушка (Мамеле) / Mateczka
- 1938 — Забытая мелодия / Zapomniana melodia